# ジュゼッペ・アミサニ
ジュゼッペ・アミサニ（Giuseppe Amisani、1881年12月7日 – 1941年9月8日）はイタリアの画家である。華やかな色彩で描いた女性の絵で世界的に人気があった。

## 略歴
北イタリアのロンバルディア州パヴィーア県のメーデで生まれた。パヴィーアの工業学校で学んだ後、ミラノのブレラ美術アカデミーでチェーザレ・タローネやヴェスパシアーノ・ビニャーミに学んだ。はじめ、歴史画や神話を題材に描き、1901年にアカデミーのミリウス賞を受賞した
。この頃、ウンベルト・ボッチョーニがパリから戻り、しばらくミラノで活動していて、アミサニも、印象派やアール・ヌーボーのスタイルの影響を受けた。官能的で、退廃的な女性の人物画を描くようになった。1912年に女優のリダ・ボレッリの肖像画を描き、人物画に贈られるフマガリ賞を受賞した。1908年から1918年はブラジル、サンパウロで活動し、ブラジルの社交界で人気となった。
第一次世界大戦後は風景画も描くようになり、イギリスや北アフリカを旅した。1924年から1926年はエジプトに滞在し、オリエンタリズムに影響された作品も描いた。カイロではエジプト王、ファールーク1世の肖像画も描き、王の宮殿の装飾画も描いた。
1930年代に再び、活動を人物画に戻し、しばしばイギリスやイタリアの上流階級の人々から注文を受けて肖像画を描いた。1920年代に多くの風景画を描いたこともあるリグーリア海岸に面するリゾート地のポルトフィーノで1941年に癌で死去した。

## 作品

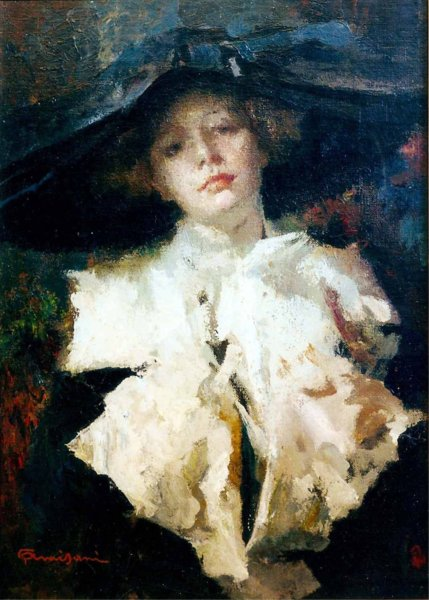
リダ・ボレッリ-女優 (c.1910)
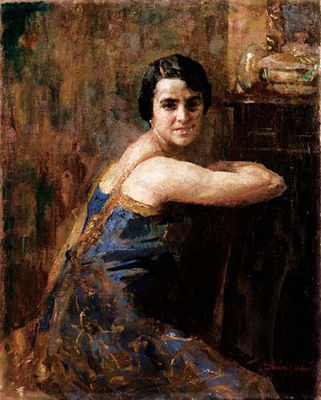
婦人像 (c.1920)
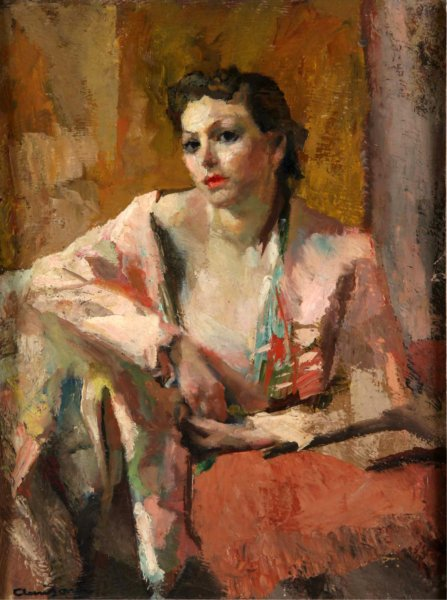
Riri col giubbetto rosa (c.1920)
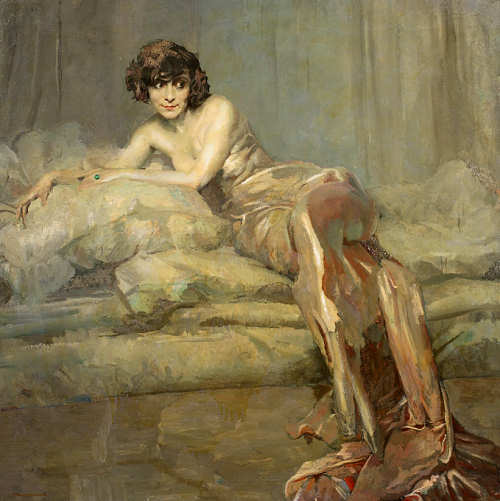
マリア・メラト-女優 (1922)

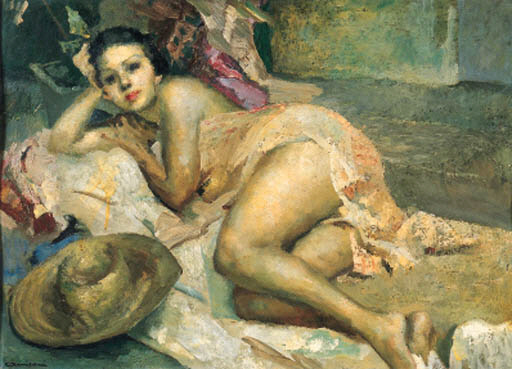
室内で横たわるヌード
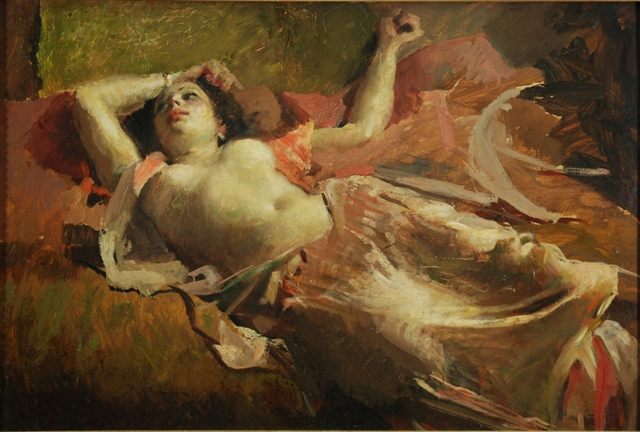
横たわるヌード
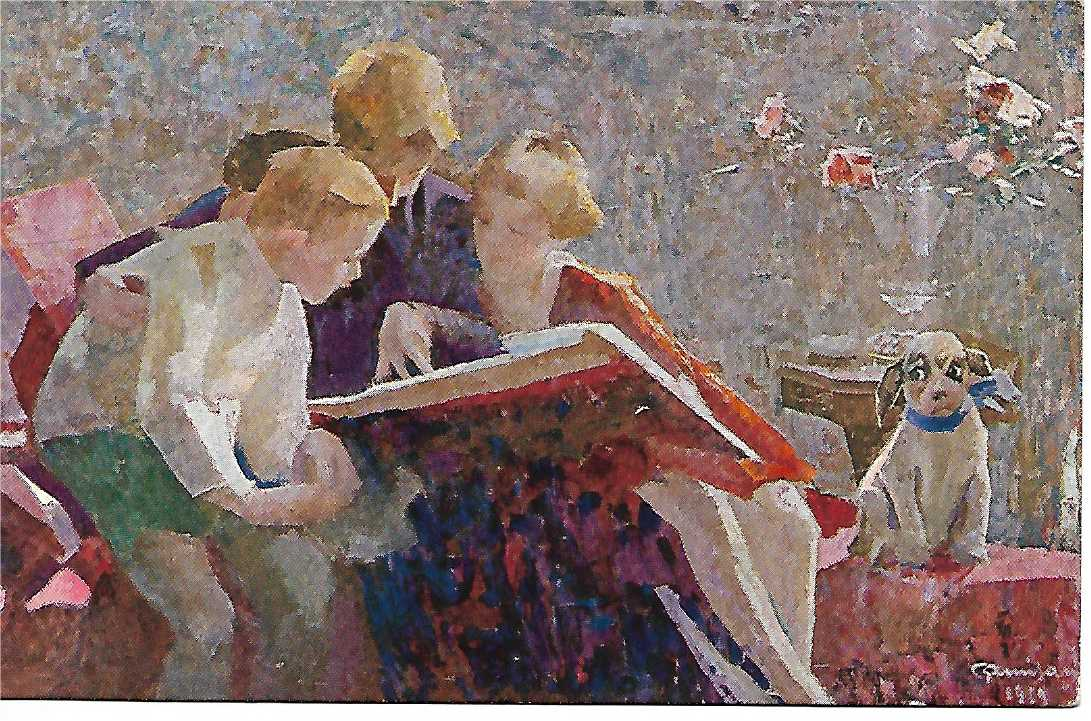
Rcconti (c.1930)